# لياندرينهو (لاعب كرة قدم مواليد 1998)
لياندرينهو سيلفا (بالبرتغالية: Leandro Henrique do Nascimento‏) (10 نوفمبر 1998 البرازيل - ) هو لاعب كرة قدم برازيلي، يلعب كلاعب وسط.

## روابط خارجية
- لياندرينهو سيلفا على موقع الاتحاد الدولي (مؤرشف)  (الإنجليزية)
- لياندرينهو سيلفا على موقع قاعدة بيانات كرة القدم.إي يو (الإنجليزية)
- لياندرينهو سيلفا على موقع ليكيب (الفرنسية)
- لياندرينهو سيلفا على موقع Soccerbase.com (لاعب) (الإنجليزية)
- لياندرينهو سيلفا على موقع Soccerway.com (الإنجليزية)